# Río Ramal
Río Ramal är en ort i Mexiko.   Den ligger i kommunen Santo Domingo Tepuxtepec och delstaten Oaxaca, i den sydöstra delen av landet, 400 km sydost om huvudstaden Mexico City. Río Ramal ligger 1 810 meter över havet och antalet invånare är 344.
Terrängen runt Río Ramal är varierad. Runt Río Ramal är det glesbefolkat, med 10 invånare per kvadratkilometer. Närmaste större samhälle är Santo Domingo Tepuxtepec, 3,3 km väster om Río Ramal. I omgivningarna runt Río Ramal växer i huvudsak städsegrön lövskog.